# Darius Dhlomo
Darius Mfana Temba Dhlomo né le 9 août 1931, à Durban, une ville d'Afrique du Sud située dans la province du KwaZulu-Natal, est un sportif, footballeur, boxeur, musicien et un activiste politique sud-africain. Il a passé ses six dernières années dans la maison de repos Bruggerbosch à Enschede une commune et une ville de l'est des Pays-Bas. Il y meurt le 13 juin 2015.

## Jeunesse
Darius Dhlomo est le fils de Rolfes Robert Reginald Dhlomo , un pionnier de l'écriture noire sud-africaine. Il a commencé à concourir dans des compétitions de boxe, non ouvertes aux blancs, en Afrique du Sud, à l'époque de l'apartheid. Une victoire à Durban en 1956 sur Gilbert Petros lui valut le titre du Natal dans la catégorie des poids moyens. En battant Ezrom Ngcobo, il devint champion de l'Afrique du Sud.

## Carrière
Parallèlement à sa carrière de boxeur, il joue dans l'équipe de football des Baumannville City Blacks dont il est le capitaine, il est également sélectionné dans l'équipe nationale du Natal. Parallèlement à ses activités sportives, il se produit dans un quintet de jazz. Le magazine Drum, lui consacre un article .
En 1958, il s'envole pour les Pays-Bas après avoir signé un contrat de football professionnel avec le club Heracles Almelore où il retrouve son compatriote Steve Mokone, le premier Sud-Africain noir à jouer en ligue européenne.
En dépit de ses succès à l'étranger, son rôle de militant actif au sein du Congrès national africain le condamne à l'exil. De ce fait il ne peut assister aux obsèques de sa mère, de son frère et de sa sœur. Tout en poursuivant ses activités de boxeur et de musicien il persévère dans le football en jouant dans les clubs de Vitesse Arnhem, DHC Delft, Tubantia Hengelo et Enschedese Boys. La retraite venue il s'installe à Enschede pour travailler dans l'enseignement, dans le social et militer pour le parti travailliste.
Il fut polyvalent à souhait, dans le film The Black Meteor, un film néerlandais de 2000 réalisé par Guido Pieters, Dhlomo incarne le personnage de son ami le footballeur Steve Mokone.

## Reconnaissance et récompenses
Dhlomo et son collègue Mokone, sont devenus des exemples chez les jeunes noirs d'Afrique du Sud, à l’époque de l’apartheid les footballeurs de ce pays n’avaient pas la possibilité de jouer sur la scène internationale.
Dhlomo revint en Afrique du Sud en 1992où il a rencontré Nelson Mandela. Sa cote de popularité après une absence de plus de trente ans était intacte. Il fit l'objet de nombreuses émissions de télévision néerlandaise lorsque la dix-neuvième édition de la Coupe du monde de football fut organisée du 11 juin au 11 juillet 2010 en Afrique du Sud.
En 2015, le gouvernement sud-africain a décerné les insignes dans l'Ordre de l'Ikhamanga (échelon argent) pour ses exploits sportifs. Sa ténacité, son talent et ses succès ont inspiré des générations de footballeurs, et de boxeurs .